# Петър Хамбарлийски
Петър Хамбарлийски е български партизанин от Войнишки партизански батальон „Христо Ботев“.

## Биография
Петър Генев Хамбарлийски е роден на 8 февруари 1921 г. в село Балтаджии (днес кв. Секирово на град Раковски). През 1942 г. отива в казармата, за да отслужи военната си служба. Там попада под влияние на ремсиста Йордан Брайков. На 14 декември 1943 г. минава на страната на партизаните в т.нар. „войнишки батальон“ на поручик Дичо Петров.
На 23 май 1944 г. край село Батулия батальонът влиза в бой, при който загива командирът Дичо Петров. Петър заедно с Кольо Георгиев успяват да се измъкнат от обкръжението и да се скрият в Стара планина. На 30 май полицията ги открива край село Ябланица, Ловешко, където Петър е убит..
През 1950-те на оградата на родния му дом е поставена паметна плоча. По това време село Секирово е формално квартал на село Генерал Николаево и последното е отбелязано на плочата като негово родно място. Въпреки че имотът е продаден по-късно, плочата е запазена.
През 1980-те години между централния площад и църквата в родното му място е издигнат паметник в негова чест. Паметникът е бил светлочервен камък с издълбан надпис - името и годините на раждане и смъртта му. След връщането на земята под паметника на църквата, той е преместен в двора на 24-класното незавършено училище, където следите му се губят.